# Tempestade de Santa Rosa

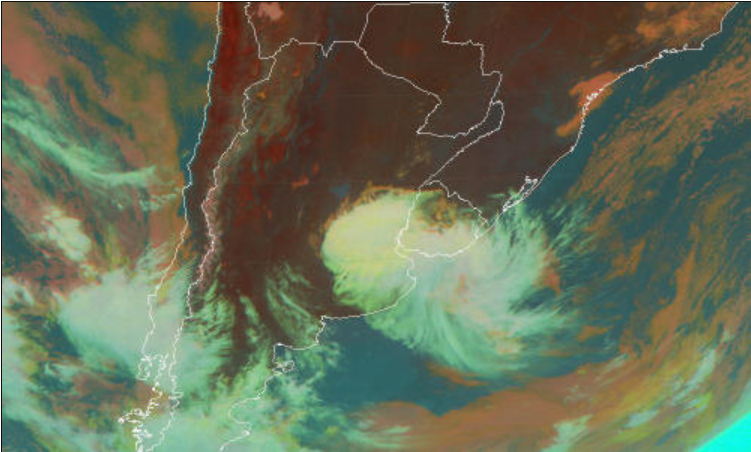
Imagem de satélite que mostra a Tempestade de Santa Rosa avançando sobre partes da Argentina e o Uruguai em 4 de setembro de 2003.

Tempestade de Santa Rosa ou Tormenta de Santa Rosa é uma tempestade que ocorre na Argentina e no Uruguai (e por vezes em partes do estado brasileiro do Rio Grande do Sul) até quinze dias antes ou quinze dias depois da festa litúrgica de Santa Rosa de Lima, celebrada em 30 de agosto de cada ano em alguns países da América Latina.
Segundo a lenda, Isabel Flores y Oliva, conhecida como Santa Rosa de Lima, teria causado uma forte tempestade que impediu os piratas neerlandeses de atacar a cidade de Lima em 1615. No entanto, os meteorologistas atribuem a tempestade ao choque dos primeiros ventos quentes que são um produto do equinócio da primavera com frentes frias.
A lenda é muito popular na Argentina e no Uruguai, especialmente na região do Rio da Plata (incluindo Buenos Aires e Montevidéu) e na província argentina de Córdoba e na região de Cuyo.

## Mito e realidade
Dados climáticos mostram que a tempestade é uma das primeiras a se formar no período próximo ao final do inverno, cerca de 10 dias antes de 20 de agosto e 20 de setembro.
Na crença popular, a tempestade de Santa Rosa é uma das mais violentas do ano. No entanto, a realidade é diferente. Para a cidade de Buenos Aires (de acordo com o Observatório Villa Ortúzar SMN), a tempestade só apareceu cinco dias antes ou depois de 30 de agosto em dezesseis ocasiões desde 1861. No entanto, chuvas são frequentes neste período, o que ajuda a manter o mito vivo.
A tormenta de Santa Rosa não acontece em toda a Argentina e províncias como Mendoza e Salta raramente registram o episódio. A tempestade é mais comum em províncias centrais como Buenos Aires, Córdoba, Entre Ríos, Santa Fé, além do Uruguai e do Rio Grande do Sul.
Das dezesseis tempestades de Santa Rosa que ocorreram entre 1870 e 2003, sete ocorreram desde 1992, provavelmente devido ao aquecimento global e às mudanças climáticas.